# Sveriges kvinnliga idrottsförbund
Sveriges Kvinnliga Idrottsförbund (SKI) var ett fristående svenskt idrottsförbund grundat 1925 som verkade för en acceptans till kvinnors deltagande vid friidrottstävlingar och andra sporter. Förbundet upplöstes 1928 då det inträdde i Riksidrottsförbundet.

## Historik
Efter första världskriget växte intresset för kvinnlig idrott i många länder. Redan 1917 bildades franska "Fédération Française Sportive Féminine" (FFSF) och 1921 grundades internationella Fédération Sportive Féminine Internationale (FSFI) av Alice Milliat.
Sveriges Kvinnliga Idrottsförbund grundades den 14 september 1925 under ett möte i Göteborg. Förbundets syfte var att sträva för att kvinnlig friidrott skulle accepteras av Svenska Idrottsförbundet men även att arrangera kvinnliga friidrottstävlingar. SKI:s grundande möjliggjorde en anslutning till FSFI, vilket i sin tur var ett av villkoren för svenskt deltagande i internationella tävlingar. Förbundets förste ordförande var Einar Lilie. I förbundets interimsstyrelse ingick förutom Lilie, gymnastikdirektör Inga Rosengren, läkaren Gärda Lidforss (senaste gift af Geijerstam), Karin Héden och rektor Gösta Malmgren.
1926 anordnade förbundet de andra internationella kvinnospelen på Slottsskogsvallen i Göteborg och 1927 det första SM i friidrott för damer på Framnäs i Lidköping.
Förbundet drogs med bristande ekonomi och den 24 april 1927 ansökte SKI (samtidigt med Svenska kvinnors centralförbund för fysisk kultur (SKCFK) om inträde i Riksidrottsförbundet (RF) som särskild sektion.
Riksidrottsförbundet beslutade att tillåta kvinnlig friidrott hösten 1927 men tillsatte en kommitté för damidrott underställd Svenska idrottsförbundet med Lilie som ordförande, ytterligare två män och en representant från SKI (Elsa Haglund) och en representant från SKCFK (Andrea Andréen-Svedberg). Detta avslutade självständig särorganiserad friidrott för kvinnor i Sverige.
Sveriges Kvinnliga Idrottsförbund upphörde med sin verksamhet den 27 november 1927 och upphörde formellt den 25 november 1928 då det inträdde i Riksidrottsförbundet.